# Ayungon
Ayungon é um município de  segunda classe de renda municipal (d) na província Negros Oriental, nas Filipinas. De acordo com o censo de 1 de maio  de  2020 possui uma população de 47 102 pessoas e 11 443 domicílios.